# Megadolomedes australianus
Megadolomedes australianus är en spindelart som först beskrevs av Ludwig Carl Christian Koch 1865.  Megadolomedes australianus ingår i släktet Megadolomedes och familjen vårdnätsspindlar. Inga underarter finns listade i Catalogue of Life.